# Live in Space!
Live in Space! es un álbum del grupo peruano Space Bee, lanzado en el 2006. Fue muy esperado por sus fanáticos, ya consolidados gracias a las versiones que había interpretado de la banda Radiohead. Fue lanzado al mercado el 4 de octubre de 2006 en un bar local llamado "El Saquara" y fue muy bien aceptado por el público oyente. Live In Space! cuenta con 12 canciones, incluyendo el video del tema "Amuse". Además fue descrito por el Diario El Comercio como : "un viaje sin fronteras en el que la palabra 'límite' no existe y en el que parecen haberse depositado numerosas y dispares influencias musicales, desde los atisbos psicodélicos del Pink Floyd sesentero hasta un pop de herencia Beatles, pasando por algún guiño a lo Radiohead y una serie de engranajes inclasificables. Estas características redondean un trabajo a la vez ecléctico, a la vez experimental y, claro, arriesgadamente certero."

## Listado de canciones
1. Sleep
2. Smile
3. Purple Medicine
4. The Acrobat
5. Bullfighter's Death
6. Come to Me
7. God Bless the Madmen
8. Green
9. Amuse
10. Benoit's Return
11. Where the Sunshine Goes
12. Come to Me (reprise)

## Integrantes
- Aldo Rodríguez - voz
- Percy Omar - guitarra
- Eduardo Untiveros - violín
- Gonzalo García-Sayán - teclados
- Julio Silva - bajo
- Daniel "Bongo" Ruiz-González - batería